# Ауфідій Намуса
Публій Ауфідій Намуса (лат. Publius Aufidius Namusa;, I ст. н. е. ) — правник часів ранньої Римської імперії.

## Життя та творчість
Походив із плебейського роду Ауфідіїв. Про дату народження немає відомостей. Ймовірно це відбулося у 60-ті роки до н. е. Був учнем відомого правника Сервія Сульпіція Руфа. Невідомо про участь Ауфідія у політичній боротьбі.
З часом став відомим правником. Уславився зібрання відповідей (респонза) свого вчителя Руфа на питання з цивільного права. Також об'єднав у збірку твори 8 його учнів. Загалом вона склала 180 книг. Неї користувалися наступні правники, зокрема Ульпіан, Павло, Яволен.